# Tawhida Ben Cheikh

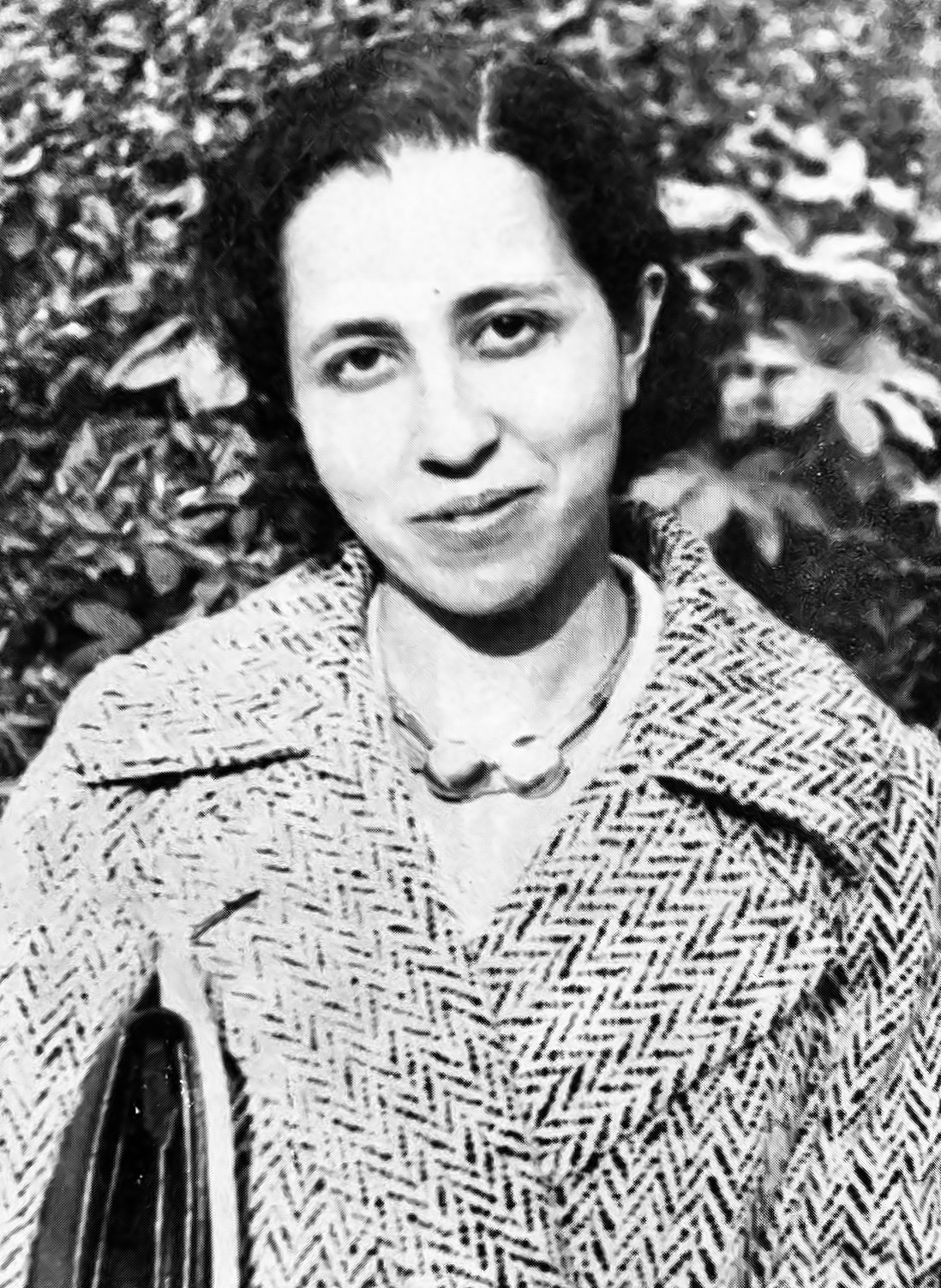
Tawhida Ben Cheikh 1936

Tawhida Ben Cheikh (arabisch توحيدة بن الشيخ, DMG Tauḥīda Bin aš-Šaiḫ, geboren 2. Januar 1909 in Tunis, Französisches Protektorat in Tunesien; gestorben 6. Dezember 2010 ebenda) war eine tunesische Ärztin, die in der arabischen Welt als erste Frau in den Fachgebieten Allgemeinmedizin, Pädiatrie und Gynäkologie praktizierte. Sie setzte sich für den Zugang aller Frauen zu einer medizinischen Behandlung ein und erreichte es, dass in Tunesien 1973 als erstem afrikanischen Land ein legaler Schwangerschaftsabbruch gesetzlich festgeschrieben wurde. Tunesien gab 2012 eine Briefmarke und 2022 eine Banknote mit ihrem Bildnis heraus.

## Leben

### Ausbildung
Sie stammte aus einer wohlhabenden Familie aus Ras Jebel, einer Küstenstadt im Nordosten Tunesiens. Nachdem der Ehemann verstorben war, zog ihre junge Mutter Tawhida und ihre vier Geschwister alleine auf. Zwischen 1918 und 1922 besuchte Tawhida die École de la rue du Pacha und anschließend das Lycée Armand-Fallières (heute: Lycée de la rue de Russie) in Tunis. 1928 war Tawhida die erste muslimische Abiturientin in Tunesien.

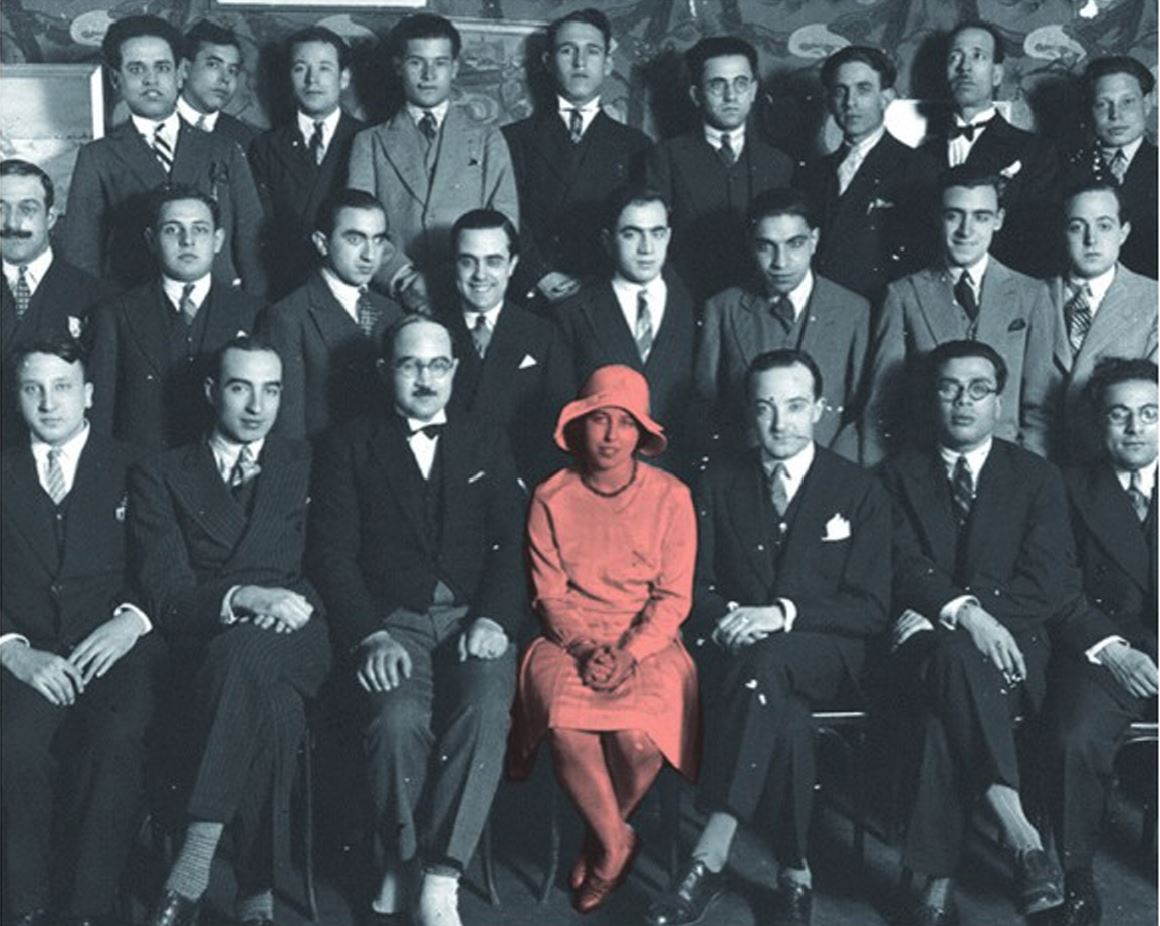
Ben Cheikh bei der Association des étudiants musulmans nord-africains (AEMNA) in Paris

Durch die Vermittlung des französischen Arztes und Bakteriologen Étienne Burnet, der das Institut Pasteur in Tunis leitete, und seiner Frau, gelang es ihr sich an der medizinischen Fakultät in Paris einzuschreiben.
Ihre Mutter verhandelte zäh mit der väterlichen Familie und Ben Sheikh konnte 1929 ihr Studium in Paris beginnen. Sie wurde Mitglied der Association des étudiants musulmans nord-africains (AEMNA), arbeitete an deren Zeitschrift mit und hielt einen Vortrag über die Lage der muslimischen Frauen in den französischen Kolonien auf einem Kongress der L'union des femmes françaises. 1936 kehrte sie als promovierte Medizinerin nach Tunesien zurück.

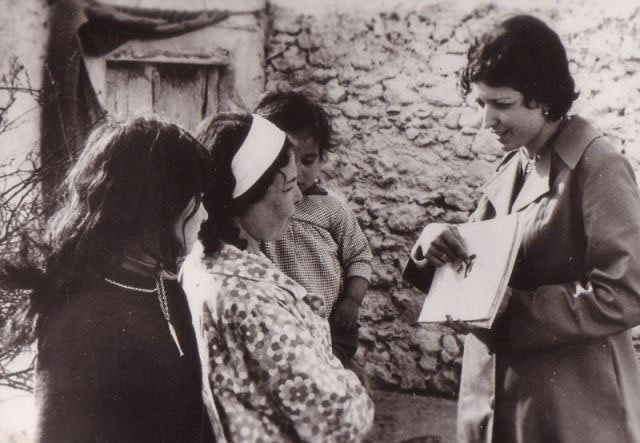
Tawhida Ben Cheikh während einer Aufklärungskampagne

### Karriere
Ben Cheikh eröffnete zunächst eine Privatpraxis in der Nähe der Medina von Tunis, da die öffentlichen Krankenhausdienste von den französischen Behörden nur mit französischen Ärzten besetzt wurden. Auf dem Weg Tunesiens in die Unabhängigkeit übernahm Ben Cheikh 1955 die Leitung der gynäkologischen Abteilung des Krankenhaus Charles Nicolle. 1964 übernahm sie die Leitung der gynäkologischen Abteilung am Krankenhaus Aziza Othmana, die sie bis zu ihrer Pensionierung 1977 innehatte.
1970 wurde ihr die Leitung der Familienplanung am Ministerium für öffentliche Gesundheit übertragen. Sie trug wesentlich zum Aufbau der Familienplanung in Tunesien bei und  setzte sich für das Recht auf Abtreibung ein, dem 1973 vom Parlament zugestimmt wurde.

### Ehrenämter
Nach der Unabhängigkeit Tunesiens wurde Ben Cheikh als erste Frau Mitglied des Conseil national de l'Ordre des médecins de Tunisie (Nationalrat der tunesischen Ärztekammer). 1962 wurde sie Vizepräsidentin der nationalen Ärztekammer unter den Präsidenten Mahmoud El Materi und Tahar Zaouche und hatte das Amt bis 1968 inne.
Ben Cheikh war Aktivistin und Vizepräsidentin des tunesischen Roten Halbmonds und gab ab 1937 die Frauenzeitschrift Leïla heraus. Außerdem war sie Mitglied der von Bchira Ben Mrad gegründeten Union musulmane des femmes de Tunisie (UMFT).

### Ehrungen
Auf Initiative der Bürgermeisterin von Montreuil, Dominique Voynet, wurde im März 2011 ein Gesundheitszentrum nach Tawhida Ben Cheïkh benannt.

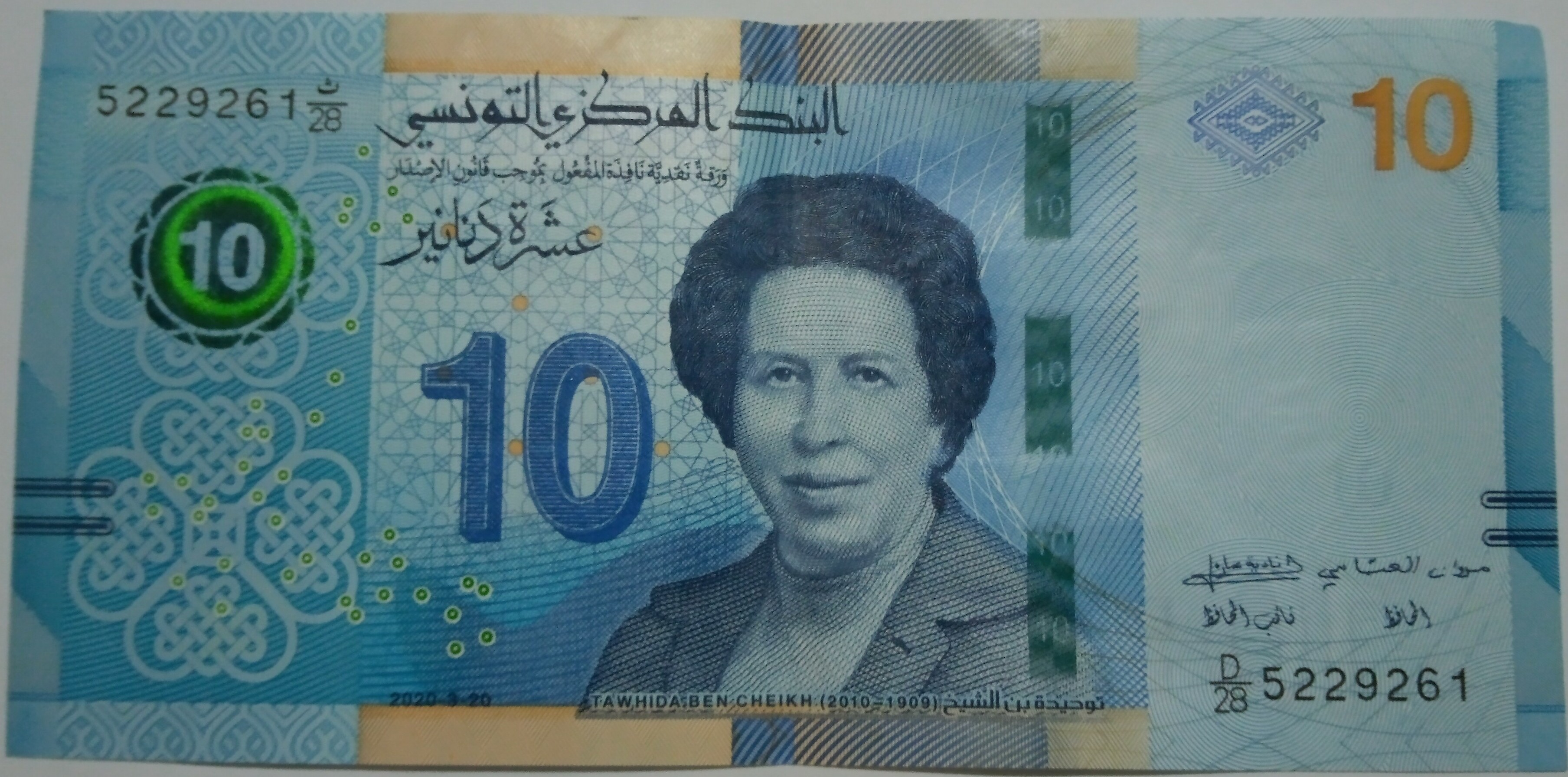
10-Dinar-Schein mit dem Bild von Tawhida Ben Cheikh

2012 gründete Safia Bouzid in Tunis die Association Tawhida Ben Cheikh pour l'aide médical (Verein Tawhida Ben Cheikh für medizinische Hilfe), die sich um die gesundheitliche Versorgung von mittellosen Personen kümmert.
Eine Briefmarke mit ihrem Konterfei wurde 2012 von der tunesischen Post herausgegeben.
2017 wurde an der Universität Tunis El Manar in Tunis das Gesundheitszentrum Tawhida Ben Cheikh eingeweiht.
Die tunesische Zentralbank gab am 27. März 2020 eine neue 10-Dinar-Banknote mit ihrem Konterfei heraus. Die Zeichnung wurde von dem Grafikdesigner Ali Fakhet angefertigt. Auf der Rückseite der Banknote sind Töpferwaren und Schmuck der Berber abgebildet, die von Frauen aus Sejenane, einer Stadt im Norden Tunesiens, hergestellt wurden. Tawhida Ben Cheikh zu ehren, war schon zwei Jahre diskutiert worden, doch für Marouane El Abassi, den Gouverneur der tunesischen Zentralbank, sollte die Herausgabe dieser 10-Dinar-Note inmitten der Corona-Krise auch das Pflegepersonal würdigen, das bei dieser Pandemie an vorderster Front stand.
Am 27. März 2021 veränderte Google sein Logo zu Ehren von Ben Cheikh.
Am 25. November 2022 weiht die Gemeinde Ras Jebel im Gouvernement Bizerte eine Büste von Tawhida Ben Cheikh ein.

### Privates
Ben Cheikh war seit 1943 mit einem Zahnarzt verheiratet. Das Paar hatte zwei Söhne und eine Tochter: Faycel Benzina, Tierarzt, Omar Benzina, Zahnarzt und Zeïneb Benzina, Historikerin und Archäologin.
Tawhida Ben Cheikh ist die Nichte von Tahar Ben Ammar (1889–1985), einem Politiker, der ab 1920 eine herausragende Rolle in der tunesischen Unabhängigkeitsbewegung spielte.
Sie starb 2010 im Alter von 101 Jahren.

## Veröffentlichungen
- Contribution à l'étude du myxoedème chez le nourrisson (Beitrag zur Erforschung des Myxödems bei Säuglingen). Thèse de médecine. J. Aloccio, Tunis 1936, OCLC 459497950 (französisch).
- Paul Sebag, Tawhida Benzina-Ben Cheikh, M. Lahmi, B. Lazar, J. Lévigne, H. Nizard, Jean Poncet, M. Turki: Enquête sur les salariés de la région de Tunis (= Travaux du Colloque internat. sur les niveaux de vie en Tunisie). Presses universitaires de France, Paris 1956 (französisch).